# Hałyna Sikorśka
Hałyna Fedoriwna Sikorśka z d. Listopadśka (ukr. Галина Федорівна Сікорська (Листопадська), ur. 6 listopada 1928 w Połonnem, zm. 16 października 2001 tamże) – ukraińska radziecka robotnica fabryczna, Bohater Pracy Socjalistycznej (1976).

## Życiorys
Wcześnie straciła rodziców. Od 16 roku życia pracowała, początkowo w fabryce, później w zakładzie ceramiki artystycznej. W 1960 w socjalistycznym współzawodnictwie pracy wśród robotnic zakładu zajęła drugie miejsce, a w 1964 pierwsze miejsce. Była delegatem na XXII (1961) i XXV (1976) Zjazdy KPZR. 28 maja 2001 przeszła na emeryturę.

## Odznaczenia
- Medal Sierp i Młot Bohatera Pracy Socjalistycznej (4 marca 1976)
- Order Lenina (dwukrotnie, 7 marca 1960 i 4 marca 1976)

I medale.